# Georg Comploi
Georg Comploi (Bressanone, 9 novembre 1968) è un ex hockeista su ghiaccio italiano.

## Palmarès
- Campionato italiano: 2

Bolzano: 1999-2000
Milano Vipers: 2001-2002
- Supercoppa italiana: 1

Milano Vipers: 2001